# Jenzat
Jenzat – miejscowość i gmina we Francji, w regionie Owernia-Rodan-Alpy, w departamencie Allier.

## Demografia
Według danych na rok 1990 gminę zamieszkiwało 439 osób, a gęstość zaludnienia wynosiła 38 osób/km². W styczniu 2015 r. Jenzat zamieszkiwało 546 osób, przy gęstości zaludnienia wynoszącej 47,3 osób/km².